# أمبيلوكيبوي (زاكينثوس)
أمبيلوكيبوي (Αμπελόκηποι) هي مدينة في زاكينثوس في مقاطعة كينتريكي إلادا في اليونان.
يبلغ عدد سكانها حوالي 1165   نسمة.